# Mohammed Siraj
Mohammed Siraj (* 13. März 1994 in Hyderabad, Indien) ist ein indischer Cricketspieler, der seit 2017 für die indische Nationalmannschaft spielt.

## Kindheit und Ausbildung
Siraj ist Sohn eines Auto-Rickshaw-Fahrers und kommt aus einer muslimischen Familie.

## Aktive Karriere
Siraj gab sein First-Class-Debüt für Hyderabad im November 2015. Nach guten Leistungen in der Ranji Trophy 2016/17 erzielte er bei der Auktion für die Indian Premier League 2017 einen Preis von 2,6 crore INR (ca. 360.000 €). Daraufhin fiel er den Selektoren auf und er wurde für das Nationalteam nominiert. Sein Debüt in der Nationalmannschaft gab er in der Twenty20-Serie gegen Neuseeland im November 2017. Er verblieb jedoch zunächst zumeist im indischen A-Team, konnte sich dort jedoch behaupten. Sein ODI-Debüt folgte im Januar 2019 in Australien. Im Dezember 2020 wurde er auch ins Test-Team für die Tour in Australien berufen und erzielte bei seinem Debüt 3 Wickets für 37 Runs. Im dritten Spiel der Serie folgte dann sein erstes Five-for (5/73). Während der Tour sorgte er für Aufsehen, als er die Umpires auf rassistische Äußerungen von Zuschauern hinwies und diese aus dem Stadium verwiesen wurden.  Im Sommer reiste er mit dem Team zu einer Test-Serie in England, wo ihm im zweiten Test zwei Mal vier Wickets (4/94 & 4/32) gelangen. Im Dezember 2021 erzielte er drei Wickets (3/19) im zweiten Test der Tour gegen Neuseeland. Bei der ODI-Serie gegen die West Indies im Februar 2022 erreichte er drei Wickets (3/29) im dritten Spiel. Während des Sommers gelangen ihm vier Wickets (4/66) beim Test in England. Im Oktober erreichte er gegen Südafrika 3 Wickets für 38 Runs in den ODIs. Daraufhin wurde er nach einer Verletzung von Jasprit Bumrah für den ICC Men’s T20 World Cup 2022 nachnominiert, kam jedoch nicht zum Einsatz.
Nach dem Turnier absolvierte er eine Twenty20-Serie in Neuseeland, wo ihm im dritten Spiel 4 Wickets für 17 Runs gelangen und er als Spieler des Spiels ausgezeichnet wurde. Dies wurde gefolgt dich eine Tour in Bangladesch, bei dem er in den Tests (3/20) und ODIs (3/32) jeweils ein Mal drei Wickets erreichte. In der ODI-Serie gegen Sri Lanka im Januar folgten dann ein Mal vier (4/32) und ein Mal drei Wickets (3/30). Kurz darauf folgten vier weitere Wickets (4/46) gegen Neuseeland, bevor er im März drei weitere Wickets (3/29) gegen Australien erreichte. Im Sommer erzielte er beim Finale der ICC World Test Championship 2021–2023 4 Wickets für 108 Runs, was jedoch nicht zum  Sieg gegen Australien reichte. In der sich dran anschließenden Test-Serie in den West Indies erreichte er ein Five-for (5/60) in der zweiten Begegnung und wurde als Spieler des Spiels ausgezeichnet. Während des Asia Cup 2023 gelangen ihm in der Vorrunde gegen Nepal drei Wickets (3/61). Im Finale gegen Sri Lanka wurde er beim Turniersieg nach 6 Wickets für 21 Runs als Spieler des Spiels ausgezeichnet. Daraufhin stieg er auf den ersten Platz der Weltrangliste des Weltverbandes für ODI-Bowler auf.